# Maxim-Tokarev
La Maxim-Tokarev fu la prima mitragliatrice leggera prodotta dall'Unione Sovietica, sviluppata da Fëdor Tokarev sul modello della mitragliatrice pesante PM M1910.

## Storia
Durante la prima guerra mondiale e la guerra civile russa le truppe russe erano equipaggiate con mitragliatrici leggere d'origine straniera, come la mitragliatrice Lewis, la Chauchat e la Hotchkiss Mle 1909; tuttavia negli anni '20 questi armi iniziavano ad essere datate e né pezzi di ricambio né munizioni erano facili da reperire, dunque nel 1923 venne ordinata la realizzazione di una nuova mitragliatrice di origine sovietica camerata per la cartuccia 7,62 x 54 mm R.
Il primo progetto presentato fu il Maxim-Kolesnikov, progettato da Ivan Nikolaevich Kolesnikov presso la fabbrica di armi di Kovrov, seguito subito dopo dal Maxim-Tokarev, progettato da Fedor Vasil'evic Tokarev presso l'arsenale di Tula. Durante le prove sul campo condotte all'inizio del 1925, il modello di Tokarev si dimostrò superiore, quindi fu adottato il 26 maggio.
Dei 2.500 esemplari prodotti circa 1.400 furono forniti alla Repubblica di Cina tra il 1938 e il 1939 attraverso il programma di aiuti sino-sovietico, il resto fu inviato alle forze repubblicane durante la guerra civile spagnola.
La produzione dell'arma si fermò nel 1927, infatti fu sostituita dalla più efficace DP 27.

## Caratteristiche
Per la creazione dell'arma Tokarev si è ispirato sia al Parabellum tedesco che al Vickers britannico; la struttura del PM M1910 venne alleggerita di molti kili, la canna venne accorciata e alleggerita, le impugnature vennero sostituite da un calcio in legno, il grilletto reso di tipo da fucile e inoltre un bipiede venne posizionato alla fine della canna.
I nastri di cartucce erano uguali a quelle del PM M1910 e venivano trasportate in contenitori a forma di tamburo simili a quelli della MG 08/15.

## Utilizzatori
Unione Sovietica
 Repubblica di Cina
 Repubblica popolare cinese
 Corea del nord
 Seconda repubblica spagnola